# 舗装
舗装（鋪装、ほそう）とは、道路の耐久力を増すために表面を石、煉瓦、コンクリート、アスファルト、砂利などで敷き固めることである。

## 概要
道路の断面は、多くは表面から地下の順に、表層・基層・路盤（上層路盤と下層路盤）・路床（ろしょう）とよばれる各層からなり、このうち表層・基層・路盤を併せた部分が舗装と定義されている。舗装の下にある1メートルの層が路床、その下を路体（ろたい）と呼び、舗装を支える基礎となる地盤である。高架橋やトンネル内の道路、歩道などでは、舗装の断面構成要素はこれらの内容とは異なる。普通、表層部は一般にアスファルトとよばれているアスファルト混合物・アスファルトコンクリート、基層部は表層部よりアスファルト混合量が少ないアスファルト混合物、路盤は人工的に粒径を調整された砕石によって構成されている。表層にはアスファルトが使用されることが多いが、環境に配慮した道路や遊歩道では、インターロッキングブロック (ILB) が使用される例もみられる。
道の歴史は、原始人が草を踏み分けたものから始まり、歩き辛さを軽減するために小石などを取り除き、やがて牛・馬の背に載せたり、台車を使ったりすることで、荷物を大量に運搬することができるような道になっていったと考えられている。人は、物の運搬の効率化を考えるようになると、なるべく牛や馬の疲れを軽減し、人も歩きやすくするために道路改良を行うようになり、雨天によって出来たぬかるみなどで歩行に影響が出ない人工的な路面、すなわち舗装が考えられるようになった。近代になると自動車が走るようになり、その後の自動車の大型化が進むとともに道路の舗装断面もそれに耐えうる構造に、舗装の設計法は変わっていった。
したがって、舗装の役割・機能とは次のようなものである。
1. 路面が雨天時に軟弱になり泥濘化[注釈 1]することや、晴天時に車両が通行することで砂塵が巻き上げられ、周囲環境が汚染されるのを防止する[4]。
2. 路面を平坦にし、また適切な摩擦抵抗をもたせることによって、人が歩く時、また車両で走行する時の快適性や安全性を向上させる[4]。
3. 道路の耐久性を高める[4]。

舗装は設計に際して、交通荷重と自然環境の作用に対する耐久性確保に配慮する必要がある。舗装の基礎部分である路床は、その上層の加重および交通荷重に耐えられなければならず、道路の善し悪しは路床の強度で決定づけられる。舗装全体は、表層からの交通荷重を分散させられるように適切な構造でなければならない。その場所ごとの状況・条件、沿道環境、経済性などを考慮しながら舗装の構造を決定する必要がある。

## 歴史

### 世界
舗装の歴史は古く、道路の歴史とともに人々の文化や産業が発展するたびに、変遷を遂げてきた。
紀元前3000年頃の古代エジプトのピラミッド建設用の石積道は、巨大な石を運ぶためにしっかりとした舗装がされた。ギザの大ピラミッドの建造では、平均数トンの重さの石が2百万個以上運ばれたので特に丈夫な舗装が行われた。紀元前5世紀ころの古代メソポタミアの中心都市バビロンの「王の道」では、アスファルトが用いられた。紀元前1600年頃とされるクレタ島の道では、基礎部分にモルタル（石膏と火山灰土を混合したもの）やセメントを敷き、その上に玄武岩の板石や砕石を敷き並べた。（道の両脇には排水溝も備えていた）
ローマ帝国によって紀元前350年頃からヨーロッパを中心に800年をかけて建設されたローマ街道では、主要な街道はすべて石で舗装された
（「敷石舗装」、「石畳」）。驚くことにローマ街道の舗装の全構成厚は1.0 – 1.5 mほどもあり、現代の先進国の幹線道路などの舗装と同程度の厚さで作っていた。最上層は、接合面がぴったり合うように切った一辺70 cm程度の大石をすきまなく敷き詰めている。路面は丸みを持たせて雨水などを道路両端の排水溝へ流す仕組みがなされた。ローマ帝国の土木技術は当時、圧倒的に優れていて、石の加工技術にも秀でていた。特に有名なアッピア街道は、現在でも車の通行にたえている。ローマ帝国では、軍事的および政治的な目的で、物資輸送を迅速に行うためにこのような舗装の整備が発展した。
中世ヨーロッパ各国では、石畳やレンガ舗装が普及した。フランス国王フィリップ2世（1165–1223年）は、パリの道路を全面、石で舗装するよう指示したものの、砂岩の薄い板の舗装を選択したため壊れやすく、また費用も市民まかせにしたため工事もほとんど進まなかった。パリで本格的に石畳の道が広まったのは15世紀頃で、固い舗石を敷き並べるものであった。
イギリスを中心に産業革命が進むにつれ、陸上交通は乗馬による移動から馬車による移動へと変化し、その交通量も増加するようになると、交通事情の変化に合わせて安価でかつ耐久性に優れた舗装が次々と開発されるようになった。代表的なものとして、トレサゲ工法、テルフォード工法、マカダム工法といった砕石舗装の道が整備されるようになり、19世紀まで普及を続けていった。
1764年にトレサゲ（1716–1796年）が、路床面と路面が同じ曲率を持つように、上方に凸状に反らせる砕石舗装を提案した（「トレサゲ工法」）。この舗装は、上反り状に形成された路床に厚さ20 cmの栗石の基板層を施設し、その上層部に厚さ5 cmの砕石、表層部に砂利2.5 cmを敷き詰めて転圧したものである。路床に水が浸入すると支持力が低下するので、それを防ごうと、排水を路肩に流すことに配慮したものであった。
1805年にはスコットランド生れのトーマス・テルフォード（1757–1834年）によって、トレサゲ工法の欠点を解消する方法が考案された。路床は平面のままとし、頑丈な基礎によって荷重に耐えさせるという考えで、新しい断面が考案されたのである（「テルフォード工法」）。平坦に形成された路床の上に栗石の基板層を厚さ約18 cmで敷設して基礎とし、その上に厚さ18 cmの砕石、表層部分に砂利2.5 cmを敷き詰めて転圧したものである。彼がカレドニア運河・多数の橋梁・道路・港湾 等々の建設にたずさわる中で考案されたものとされる。テルフォードによる道路舗装の開発・改良は、4輪馬車による道路交通の輸送量増加に大いに貢献した。 
さらに1815年には、スコットランドのジョン・ラウドン・マカダム（1756–1835年）が、舗装の普及のために、より安価で耐久性のある構造・工法を提案した（「マカダム工法」）。断面形状はトレサゲ工法と同じものだったが栗石は使用せず、平坦な路床の上に直接砕石を厚さ20 cmで敷設して、その上層部に細粒砕石2.5 cmを施設して転圧したものである。マカダム式舗装は、技術的にも容易で施行期間が短くできたので広く普及し、近代マカダム式道路の原型にもなり、日本でも明治時代に標準構造として採用された。
しかし、砕石舗装は時代とともに道路の交通量が増えるにつれて、維持管理費がかかるようになったことに加え、路面を平坦に保つことが困難であることがわかりはじめ、さらに20世紀になると自動車が普及したことにより、自動車走行には不向きであることが顕著となり、次世代の舗装であるアスファルトやコンクリート系の舗装に移行するようになった。

### 日本
日本最古の舗装は、約3500年前の縄文時代後期、新潟県村上市の元屋敷遺跡で舗装道路の遺構が発見されている。この遺構では、道の両側に平たい石を置き、その間に砂利を敷き詰めたもので、規模は幅約2 m、長さは約40 mあり、主に日常生活のために造られたものではないかと推測されている。
江戸時代には、初期ごろに平戸や長崎で石畳舗装が造られており、1680年に箱根の山越え道に1400両あまりをかけて石畳が造られたほか、1805年の京都では、東海道（三条街道・大津街道）の三条大橋 - 大津八丁間において、牛馬道と人馬道を分けた石畳道（大津街道軌道舗装）がつくられている。
日本初のアスファルト舗装といわれているものは、1878年に東京都千代田区神田の昌平橋で施工されたものや、長崎のグラバー邸通路の瀝青材料を使ったアスファルト舗装だとされている。ただし、日本に自動車が登場する1899年までは、ほぼ全ての道路は非舗装といってもよい状況であった。また、自動車の通行が見られるようになった後も、東京都心ですら幹線道路から外れた道路となれば、全て非舗装という状態であった。明治後期になってようやく全国に先駆けて東京都心部の道路が舗装され始められるようになったが、現在の簡易舗装にも劣る質の悪いもので、自動車が走ると、瞬く間に舗装が損傷する程粗末な物であったという。
大正時代になってようやく近代舗装が開始されるようになったが、この当時の大部分の国道などは砂利道のままとなっていた。このとき、自動車の普及によって舗装の耐久性向上への要求が高まっていた。自動車を対象とした日本初の舗装が施工されたのは、1911年に東京市で造られた木塊舗装、シートアスファルト舗装（アスファルトモルタル舗装）、コンクリート舗装である。1923年の関東大震災は東京を中心に壊滅的な打撃を与えたが、これを契機に震災復興事業は国の予算で実施されることなり、国の機関として設置された帝都復興院（のちに復興局）が、幹線道路の舗装を担当したことによって、東京市内の路面舗装が急速に普及し、1919年に制定された都市計画法に基づく街路事業と相まって大幅に進展した。本格的な舗装道路は、1926年に東京・品川 - 横浜市神奈川区間、尼崎市 - 神戸市灘区間で施工されたものである。
昭和時代になると、アスファルトが国産化されることによって、基層を持たない厚さ3 - 4 cm程度の簡易舗装が普及しはじめた。戦前の日本では、1931年に東京市が舗装率55%超えを記念して道路祭を開くなど、徐々に舗装が進められていた。しかし1960年頃までは、国内の道路のほとんどは非舗装で、幹線国道でも舗装されていない道路が多かった。舗装整備が欧米諸国から大きく遅れをとった最大の原因は、移動手段のほとんどが徒歩で、馬車交通の時代がなかったからであるといわれている。
戦後間もない日本の道路は、戦争によって荒廃した未舗装のすれ違い困難な狭隘道路ばかりで、道路施策について建設省ではトータルコストの観点から、当初は拡幅などの改良を終えてから舗装を行うべきとする考え方が支配的であったが、拡幅するためには用地取得に時間がかかり現実的でなかったため、1950年代になってから舗装優先主義に切り替えた。石油産業の発達により、アスファルトの供給がドラム缶に詰める方法からタンクローリーで供給する方法に変わったほか、多量かつ安価にアスファルトの入手が可能になった。石油アスファルト舗装が1954年（昭和29年）から始まる第1次道路整備5箇年計画から本格化した。かつてはコンクリート舗装が一定の割合で舗設されていたが、高度経済成長期に初期コストが低く、早急な道路整備が求められるようになり、アスファルト舗装の施工が大幅に増加して、コンクリート舗装の割合は減少していった。1956年には、東京 - 神戸間の高速道路調査のためにアメリカから来日したワトキンス調査団の調査報告書（ワトキンス・レポート）の中には、当時の日本の道路事情の劣悪さを示した文章が記載されている。このような状況下にもかかわらず、自動車の登録台数は増加の一途で、道路整備の急務が課題となった（交通戦争）。モータリゼーションが始まった1960年代後半から、ようやく日本全国で道路の舗装化が急速に進み、一般道路の舗装率は、1970年（昭和45年）の統計で約15 %に過ぎなかったが、2000年（平成12年）では約76.4 %に達した。2001年（平成13年）には透水性舗装が本格的に導入され、道路構造令での舗装の規定が「セメント・コンクリート舗装又はアスファルト・コンクリート舗装」という仕様規定から4種の指標（疲労破壊に対する耐久性・わだち掘れに対する抵抗力・路面の平坦性・雨水等の浸透能力）に基づく性能規定へと変更された。
舗装は古くは馬車や自動車を目的としたものであったが、1958年（昭和33年）の道路構造令改正に伴い歩道に対して舗装を実施することがはじめて定められた。また、「アスファルト舗装要綱」には1967年（昭和42年）に歩行者系道路舗装についてはじめて記述され、1993年（平成5年）の道路技術5箇年計画では「歩行者にやさしい舗装材料」として歩行者への負担を軽減する舗装材料の開発を行うとした。
舗装廃材の再生利用に関する研究は昭和20年代から始められていたが、実際に再生利用が行われ始めたのは昭和50年代に入ってからで、技術進歩のほか、1971年（昭和46年）に廃棄物の処理及び清掃に関する法律（廃掃法）の制定や舗装廃材の発生量の増加による処分地確保の問題が背景にある。

## 分類
舗装の分類法は、(1) 舗装表面に使用する材料による分類法、(2) 舗装の機能に着目した分類法、(3) 使用箇所に着目した分類法がある。このなかで、多く使用されている分類法は、舗装表面に使用されている材料の使用による分類法である。代表的なものとしては、アスファルト舗装とコンクリート舗装の二つに大別される。また、舗装が有すべき主な機能として、滑らない、水がたまらない、すぐに壊れない、適切な色合いであるなどが挙げられ、これら機能を持って舗装を分類することがある。あるいは、適用場所によっても分類され、道路舗装、空港舗装、トンネル舗装などのように分類することができる。
| 分類法の区分       | 舗装の呼び方             | 主な特徴 |
| ------------------ | ------------------------ | --- |
| 使用材料による分類 | アスファルト舗装         | 舗装表面にアスファル混合剤を用いた舗装。最も一般的で、主に車道で用いられる。 |
| 使用材料による分類 | コンクリート舗装         | 舗装表面にセメントコンクリートを用いた舗装。主に車道や空港の滑走路で用いられる。 |
| 使用材料による分類 | コンクリートブロック舗装 | 舗装表面にセメントブロックなどを用いた舗装。主に歩道に用いられることが多い。 |
| 使用材料による分類 | コンポジット舗装         | 舗装表面にアスファル混合剤を、その下の舗装上層にセメントコンクリートを用いた舗装。主に高速道路で用いられる。 |
| 機能による分類     | 透水性舗装               | 舗装表面に降った雨水が残らないように、表層に空隙の大きいアスファルト混合物を用いて舗装内部の路床まで浸透させる。雨水が溜まらず歩きやすくなる反面、自動車が通過すると路床が泥土化するリスクがあることから、幹線道路には用いられず、主に歩道や公園で多用される。 |
| 機能による分類     | 排水性舗装               | 透水性舗装同様に、舗装表面に雨水などが残らないようにするもので、表層に空隙の大きいアスファルト混合物を用いて浸透させ、その下の不透水層に沿って排水溝まで水を導く。耐久性も高いことから、主に高速道路や幹線道路の車道に用いられる。                             |
| 機能による分類     | 遮熱性舗装               | 舗装表面に遮熱材を塗布して赤外線を反射させ、路面温度の上昇を抑制し、舗装への蓄熱を防ぐ。アスファルト舗装やブロック舗装に利用可能。 |
| 機能による分類     | 保水性舗装               | 吸水性がある保水材を注入させたアスファルト表層により、舗装表面に水分を保持する機能をもたせ、水分が蒸発する際に発生する気化熱で舗装表面の温度を低減させる。ブロック舗装に使われるブロックにも使われる。                                                         |
| 使用箇所による分類 | 道路舗装                 | |
| 使用箇所による分類 | 空港舗装                 | |
| 使用箇所による分類 | 橋面舗装                 | |
| 使用箇所による分類 | トンネル舗装             | |

（出典：峯岸邦夫編著『トコトンやさしい道路の本』日刊工業新聞社、2018年。88 - 89頁をもとに作成。）

### 敷石舗装（石畳）
古代のものではローマ街道で行われた敷石舗装がよく知られている。パリで石畳の道が広まったのは15世紀頃で、固い舗石を敷き並べるものであった。ルイ13世の時代でパリ全体のおよそ半分が石畳になっていた。ヨーロッパの都市では車道部分がアスファルト舗装に置き換わったところが多いが、歩道は石畳にしている場合が多く、細めの街路なども石畳にしているところが多い。また、石畳のデザイン性などが再認識されるにつれ、一旦アスファルトにした車道を、改めて石畳にする場合がある。

### レンガ舗装
レンガ舗装とは、煉瓦ブロックを用いた舗装である。歩道・民家・公共施設の敷地などに用いられている。

### アスファルト舗装
アスファルト混合物（アスファルト合材、アスファルトコンクリート）を用いた舗装で、車道・歩道の両方に用いる。表層・基層・路盤・路床が一体となって舗装上を走る車両を支えるたわみ特性を有することから、たわみ性舗装とも呼ばれており、交通荷重に対するせん断応力には抵抗できるが、曲げにはほとんど抵抗できない。
アスファルト混合物の主成分は、重量比で約90 %が砂利などの骨材（粗骨材・細骨材）、約5 %が骨材の間を埋める充填材である石灰粉などのフィラー（石粉）、残りの約5 %がアスファルトで構成され、これらを結合させるためにアスファルトが用いられている。アスファルトは、温度によって状態が変化する材料で、温度が高い液体状のうちに骨材と混ぜ合わせてアスファルト混合物になる。アスファルト合材は、一般にはプラント設備で製造されて、道路の建設現場までダンプトラックで運び込まれる。
長所としては
- 建設機械がコンパクトで施工速度が速く、アスファルトが固まれば施工後に交通解放が可能であるため、建設初期費用が比較的安い[31]。
- 熱せられたアスファルト合材は、冷めればすぐに固まる性質があるため、短期間での舗装が可能で、補修や修繕などの道路舗装工事に向いている[32]。
- 整形が簡単で平坦性も良好であることから、走行車両の乗り心地が良く騒音・振動も小さい[31][注釈 3]。

短所としては
- 耐摩耗性に劣り、轍が出来やすいことから[32]、使用状況にもよるが概ね5 – 10年毎に舗装補修が必要になる[33]。
- アスファルトは高温時に状態が変化してしまうために変形しやすく、わだち掘れが発生して平坦性の低下が早い[31]。
- 飛行機などの重い加重が長時間停まるような、空港のエプロンや貨物ヤードには適していない[31]。
- 可燃物であることと約300℃以上で揮発性を持つことから、自動車火災などで引火することがある。

アスファルト舗装は、交通車両から受けた荷重を分散させて下層に伝達すると同時に、長期間にわたり車両による繰り返し加重などの過酷な交通作用と気象作用を直接受けるため、わだち掘れなどの塑性変形に対する抵抗性（耐流動性）、ひび割れなど疲労に対する抵抗性、アスファルト劣化や水に対する抵抗性、タイヤとの滑り抵抗の確保、水の侵入を防ぐ不透水性などの性能が要求されている 。
表層部分は、主に加熱アスファルト混合物が使われているが、一部の道路では透水性舗装として、特殊なアスファルト合材を使用する 。基本的にアスファルト合材の色である黒色の舗装となるが、近年様々な色のアスファルト舗装が可能となっている。

#### 舗装構成
アスファルト舗装は、一般的に上から表層、基層、上層路盤、下層路盤の4層からなり、その下を路床と呼ぶ。表層から下層路盤までが舗装にあたる。大型車の交通量が少ない路線では表層と路盤のみで構成される道路が多い。

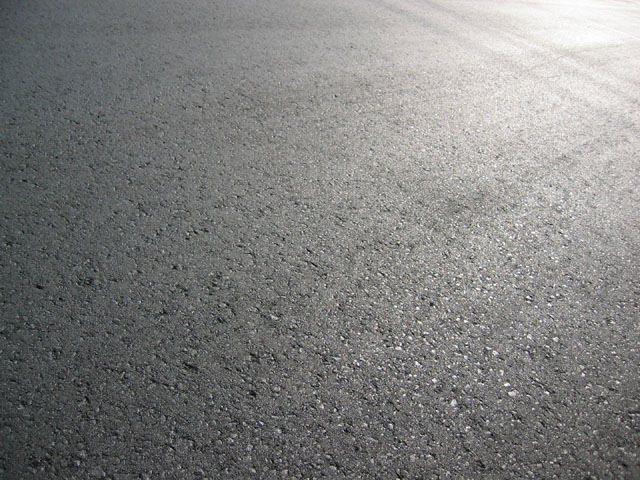
施工後あまり時間を経ていないアスファルト舗装の表層

表層
道路の表面（最上層）のことで、一層が5 cm程度のアスファルト混合物の層である。この層の役割としては、交通荷重を分散して下層に伝達するとともに、交通荷重による流動、摩耗、罅割れに抵抗し、平坦ですべりにくく、快適な走行が可能な路面を確保し、雨水が下部に浸透するのを防ぐことである。
基層
表層の一つ下層に敷設される5 cm程度のアスファルト混合物の層。表層に加わる交通荷重を路盤に均一に伝達する。重車両の交通量が少ない場合は省略される。
路盤（上層路盤・下層路盤）
路盤は、上層から伝達された交通荷重をさらに分散させ路床に伝達する。
上層路盤
基層（または表層）の下層に敷設される層を指す。以下の手法がとられることが多い。
- 粒度調整工法 - 一定の粒度を持つ砕石やスラグを敷き詰める方法。材料が比較的安価に入手できることから多く用いられている。
- 安定処理工法 - 砕石や地域産材料などに歴青や消石灰、生石灰、セメントなどを加えて固化させ、支持力を高める方法。

下層路盤
上層路盤の下の層。
- 粒状路盤 - 砕石やスラグを敷き詰める方法。材料が比較的安価に入手できることから多く用いられている。
- 安定処理工法 - 現地発生材などに消石灰や生石灰、セメントなどを加えて固化させ、支持力を高める方法。

厳冬期における路床の凍結融解によって表層にまで影響があると憂慮される地域では、過去観測による最低気温により、凍上抑制層を含む路盤の厚みが機械的に選定される場合がある。（凍上抑制層は凍上が生じにくい層であればいいことから、下層路盤とは別に層を設け砂又は80mm級の骨材を使用することもある。）
路床
舗装の直下にあたる約1 mの部分。路床は舗装と一体になって交通荷重を支持し、路床の下部にある路体に対して交通荷重をほぼ一定に分散させる。盛土区間では良質土により十分に締め固められた層が構築され、切土区間の多くでは現地盤がそのまま用いられる。軟弱地盤では、一定の厚さの地盤を良質土で置き換えたり、セメントや石灰等による安定処理工法が施される。

#### 施工

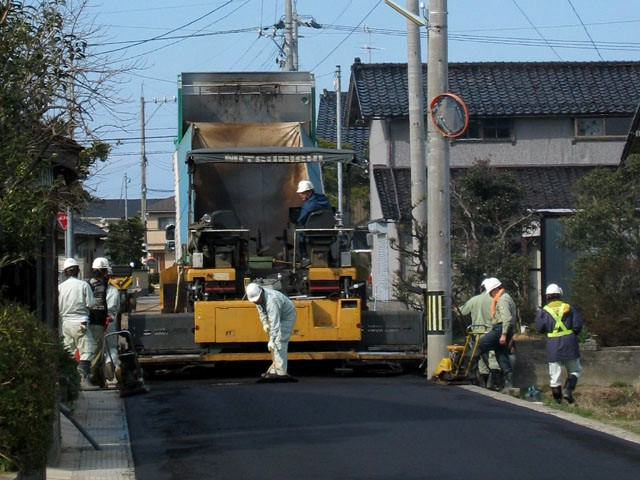
アスファルト舗装作業の様子

下から順に、路床（路床工）、路盤（路盤工）、アスファルト混合物の敷設の順に施工する。路床は、ブルトーザーなどの重機を用いて凸凹のない均一面に整形し、ロードローラ等で転圧する。路床が均一に締め固められていないと、のちに致命的な損傷を引き起こすことがある。路盤は、下層路盤と上層路盤それぞれ強さが異なる材料を使い、下層路盤材を路床面に敷き均してロードローラやタイヤローラで端部まで入念に平坦になるように転圧した後、上層路盤についても同様の手順で施工する。
最終段階の表層施工を行う前に、路盤表面の強化、雨水の浸透防止、アスファルト混合物との接着性向上のために、上層路盤表面にアスファルト乳剤を散布する。その後、アスファルトフィニッシャとよばれる重機を用いてアスファルト混合物を敷き均し、ロードローラやタイヤローラなどで締め固めすることによって舗装を完成させる。
アスファルト舗装を施工する場合、少人数であったとしても、フィニッシャーマン（フィニッシャー運転）、アジャスターマン（フィニッシャーのアジャスター調整）、レイキマン 2人（フィニッシャーの施工した端の処理や最終的な合材の調整）、スコップマン2人（レイキマンの処理した合材の処理や大まかな合材調整）、ローラーマン 2人（プレートや振動ローラやコンバインドローラやタイヤローラでの転圧）が必要であり、8人から10人のチーム編成となる。
表層施工に使うアスファルト合材の温度は150℃近辺に達する。この温度が低い状態だと合材が固まってしまい敷き均しが不十分になるため、現場までアスファルト合材運搬で使用されるダンプトラックの到着時間の把握が重要となる。夏場の舗装作業時などは、熱中症対策を十分に取る必要がある。また、アスファルトフィニッシャにてアスファルト合材を舗設する場合、時折マンホールやハンドホール（止水栓など）に合材が被さってしまい、それに気づかずに転圧し、道路開放時にはマンホール類がすっぽりと隠れてしまったという例がある。ゆえに、アスファルト合材の舗設前におけるマンホール類の位置確認は不可欠である。

#### 劣化
アスファルト舗装の硬度・耐性は、土や砂の地面に比べると各段に高いが、小さい力であっても継続して力をかけ続けられると脆く、容易に変形する特徴を持っている。舗装素材の劣化、高荷重による過度の交通、舗装構造の不備、路床や路盤の経年変化による支持力低下、軟弱地盤地など様々な要因により、以下のような現象が発生する。
- 轍（わだち）掘れ
走行車用のタイヤ通過位置が凹状に沈下する現象である[36]。わだち掘れの調査は一般に横断プロフィルメータの波形記録器を用いて測定される[37]。アスファルトは温度上昇により軟化するため、特に夏期は轍掘れが発生しやすい[38]。また、頻繁に停車や発進が繰り返される場所（交差点やバス停など）や駐車場での長時間駐車で轍掘れが顕著となる[38]。
- 罅（ひび）割れ
舗装面が割れる現象である[38]。アスファルトの経年劣化、路盤や路床の強度や支持力の低下、舗装の厚さ不足が原因である[38]。線状に罅割れが発生している場合は程度は軽度であるが、亀甲状に罅割れが発生していれば程度は重度である[38]。この罅割れから雨水が舗装の内部に浸入することでアスファルト混合物層の剥離や飛散、沈下など他のトラブルを引き起こす[38]。
- 舗装表面の平坦性低下
道路縦断方向に凹凸が生じることであり、縦断プロフィルメータを用いて測定が行われる[39]。発生要因は、路床や路盤の経年変化による支持力低下、軟弱地盤の沈降、夏季高温時での高過重負荷、表層基層の一体化による荷重分散不足。
- ポットホール
罅（ひび）割れ部や排水不良により劣化の進行した舗装表面に生ずる穴。寒冷地において発生しやすく、時には基礎部分を含めて完全にアスファルトが欠損し穴を広げる事もある。
- 段差
構造物周辺などの地盤沈下や地震等で起こる舗装表面に起こる垂直方向のずれ。

#### 修繕
舗装の修繕は、舗装としての機能を回復させるために補修を行うもので、維持工法と修繕工法の2つに大別される。維持工法とは、軽度な修理を指し、日常的に行う維持と予防のために行う維持がある。修繕工法とは、路面や舗装全体の機能が低下したときに、維持工法による修繕では機能回復が見込めないとき、または不経済になってしまう場合に実施される。
維持工法の種類としては、パッチング工法、シール材注入工法、薄層オーバーレイ工法、表面処理工法がある。
- パッチング工法
破損した舗装を部分的に補修するもので[40]、ポットホール、段差、局部的な罅割れなどを舗装材料をあてて補修する工法である[41]。この工法は、補修する部分に舗装材料を直接埋め込む簡易的な方法と、不良部分を切り取りアスファルト層を修理する方法の二種類ある[42]。
- シール材注入工法
舗装に幅の広いひび割れが発生した場合に、ひび割れ部分にシール材注入する工法[40]。
- 薄層オーバーレイ工法
舗装表面にアスファルト混合物を3センチメートル以上の厚さで舗設する工法[40]。
- 表層処理工法
舗装表面の局部的罅割れ、変形、摩耗、崩壊などの破損があった場合に、その既設の舗装に厚さが3センチメートル未満の薄い封かん層を施す工法である[43][40]。

また、修繕工法の種類としては、オーバーレイ工法、切削・オーバーレイ工法、打換え工法、路上路盤再生工法、路上表層再生工法がある。
- オーバーレイ工法
応急的な補修では舗装面の広範な破壊を招く場合や交通量の増加で舗装厚の不足があった場合に、既設の舗装の上にさらに厚さ3センチメートル以上のアスファルト混合物を舗設する工法である[43][40]。
- 切削・オーバーレイ工法
舗装の高さが変えられない場合に、その部分を削り取って、アスファルト混合物を舗設する工法[40]。
- 打換え工法
舗装全体、表層、路盤まで新しくする工法[40]。アスファルト舗装の破損が著しく、他の工法では良好な路面を保つことができない場合に実施される[43]。舗装修繕工事の中では最も費用がかかるため、その採否には十分な検討が必要である[43]。
- 路上路盤再生工法
既設のアスファルト混合物を現場で破砕し、セメントと路盤材を同時に混合して固い路盤を構築する工法[40]。
- 路上表層再生工法
既設のアスファルト混合物を現場で破砕し、必要に応じて新しいアスファルト混合物を混ぜて表層を再構築する工法[40]。

### コンクリート舗装

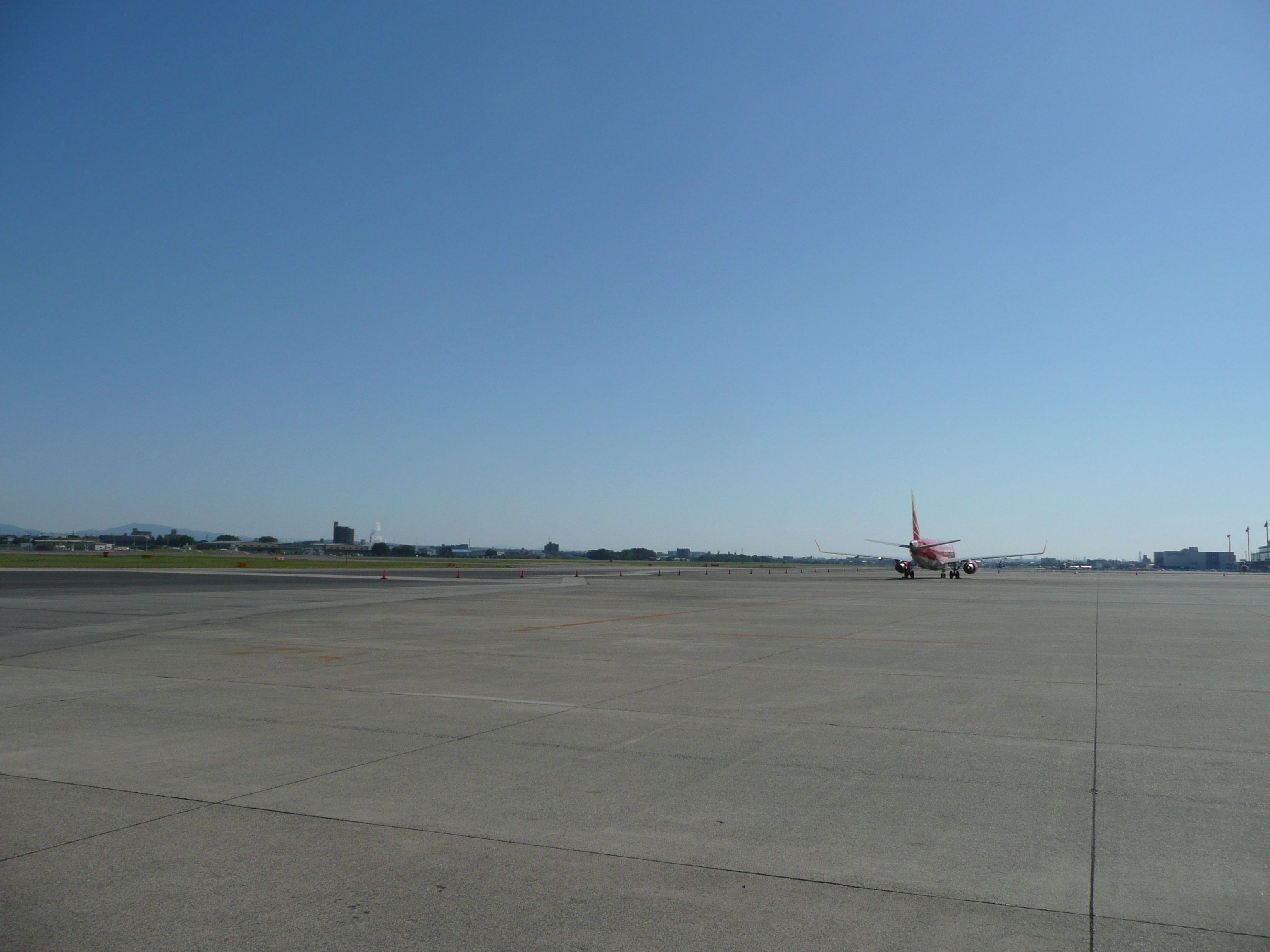
コンクリート舗装
（名古屋空港）

表層にセメントコンクリート版を用いた舗装で、歩車道を問わずに施工される。石と水とセメントを混ぜてつくられるコンクリート合材は、固まるまでに約1週間もの時間がかかるために、補修や修繕には向いておらず、基本的に道路を新設する場合に用いられる舗装工法である。摩耗に強く、わだちができにくい特徴から剛性舗装ともよばれる。
構造は一般に、表層から下に向かってコンクリート版、中間層、上層路盤、下層路盤、路床の各層で構成される。表層は、気温上昇に伴うコンクリート版の熱膨張を起こした際に、コンクリート版にひび割れが生じてしまうことを防止する目的で、目地が設けられている。この目地は、コンクリート版の膨張を吸収する役目を果たすが、弱点部分にもなりやすいため、鉄筋（ダウエルバー）を配して補強したりする。
施工方法は、通常は路盤の上にコンクリート打設用の型枠を配置して、型枠の中にコンクリートを流し込んで敷き均し、表面がなめらかになるように仕上げていく。その後、目地を設置して、最後に滑り止め加工として表面を粗く仕上げるためにほうき目など入れる施工を施す。施工後、コンクリートの強度が出るまでの養生期間中は、ひび割れなどが生じないように定期的に散水などを行って完成する。
長所としては
- 長寿命で維持費用が少ないため長期的な総コストは低い[44]。
- 路面の変形や材料の劣化の影響が少なく、路面の寿命がアスファルト舗装よりも長い[46]。
- アスファルト舗装よりも夜間の視認性が高い[45]。

短所としては
- 施工機械が大型になり、養生が必要となるため交通解放まで日数がかかり、初期建設費用が高い[44]。
- 滑り防止の粗面加工や目地のために、走行適性はアスファルト舗装よりも劣り、振動や騒音が発生しやすい[44]。
- 修繕作業は比較的複雑で、施工日数を要する作業となる[46]。

たわみによるひび割れ防止のため鉄筋を配する事が多く、施工期間が長くなり養生などに手間が掛かるなど敷設（打設）の難しさはあるものの、アスファルト舗装に比べてたわみに強く耐摩耗性に優れており、場合によっては50 – 60年も舗装し直さなくて済む例もある。このため、高速道路、臨港地帯のような重車両が頻繁に通行する場所、トンネル内、急傾斜の坂道などといった舗装補修を頻繁に行う事が困難な場所や、飛行機などの大きな加重が作用する場所に適用されている。また、狭隘・急峻な道路でアスファルト合材の持ち込みが困難な場所に簡易的に施される事例も少なくない。
以前はアスファルトに比べ舗装コストで割高感があったが、前述の通り近年はアスファルトの舗装単価が上昇傾向にあり、これに維持費等を総合的に勘案すると、コンクリートの方が安く済む場合もある。このため国土交通省は2011年9月の概算要求で、今後の道路整備においてコンクリート舗装を積極的に活用して財政支出を抑える方針を示している。
コンクリート舗装は道路の継ぎ目が多いため、振動や騒音、乗り心地についてもアスファルトに比べやや劣っていたが、近年の技術改良により、継ぎ目の少ないコンクリート舗装が出始めている。
セメントコンクリートの色である白色に仕上がる事が多い。最近では水溜り対策として、砕石や砂を混入し、水の透過度を上げている例もある。

### マカダム舗装（マカダム道路）
スコットランドの技術者ジョン・ラウドン・マカダム（1756年9月21日 – 1836年11月26日）が考案したことからこの名がある。マカダム式舗装、砕石舗装とも呼ばれる。
砕石を敷き詰めローラーで圧し固めて施工する。砕石は天然の砂利と異なり表面が荒く、圧し固めるだけでガッチリと噛み合うのでこれをもって耐久性となる。仕上がりが美しく、馬の足がかりが良いため自動車がまだそれほど普及していなかった戦前・戦中までよく用いられていた。現在はアスファルト舗装の下地処理として施工されることが多い。
ほかにローラーに水をかけながら転圧する水締めマカダムや、自動車普及により問題となった塵埃対策に、フィラーとしてタールを利用したタールマカダム、アスファルトを利用したアスファルト乳剤マカダム（アスファルト舗装と異なり常温施工が可能）などがある。

### コンクリートブロック舗装

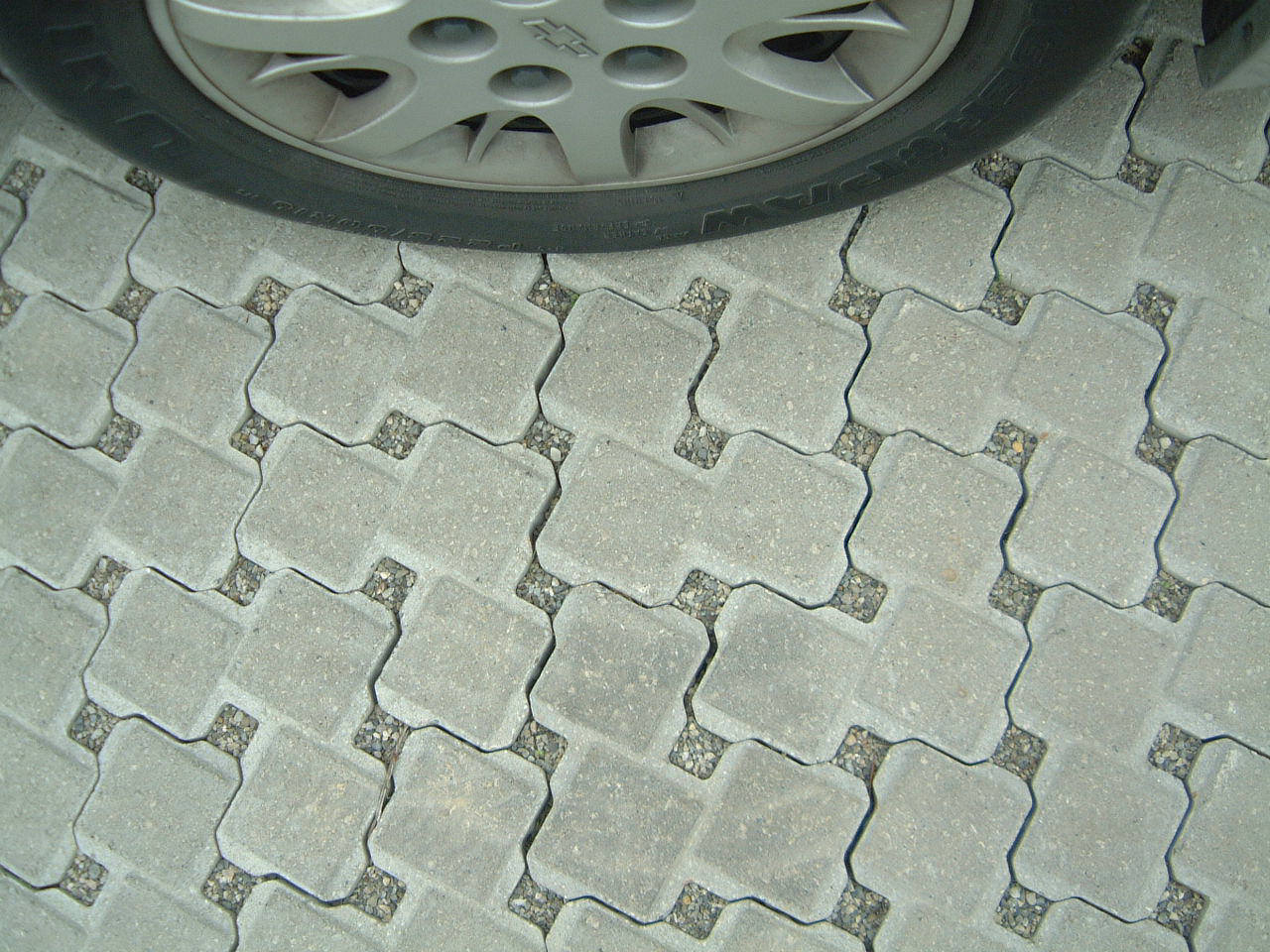
インターロッキングブロック舗装

コンクリートブロック舗装とは、表層材として無筋コンクリートブロックを敷き詰めた舗装のことである。コンクリート二次製品のインターロッキングブロックを用いることから、インターロッキングブロック舗装ともいう。表層の下の構造は、アスファルト舗装の場合とほとんど変わらない。通行時の快適性や安全性を確保するために、自動車の交通荷重や、降雨・積雪などの気象条件に耐えうる構造を持つブロックを用いて施工され、歩道から車道まで幅広く適用されている。欧米では、古くから舗装に用いられている舗装方法でもある。
主に使われているコンクリートブロックの種類には、ブロックの端面がレンガのように直線的な形のストレート型ブロックと、波状形状で隣り合うブロックどうしを噛合わせる波形ブロックがある。いずれの形状も、側面には突起物があり、ブロックどうし間の目地の隙間に砂を充填することによって、噛合わせ効果を発揮できるようになっている。また、相互を噛み合わせることにより段差の発生を防ぐユニバーサルデザイン対応のものもある。ブロックの形状は六角形や八角形の形状をした物までさまざまある。
透水性が非常に高いという特徴に加え、ブロック表面を加工した路面温度上昇抑制型ブロックを用いることによって、地球温暖化対策として有効な舗装方式として見直されている。ブロックの形状や大きさ、色調を変えることによって敷設パターンをいくつも作り出すことも可能であることから、道路景観を美化する舗装道路としての用途もある。

### 半たわみ性（半剛性）舗装
空隙の多い開粒度アスファルト混合物による舗装を行った後、その空隙に特殊なセメントミルクを浸透させたもの。アスファルト舗装とコンクリート舗装の両者の長所を活用した舗装である。
使用箇所はコンクリート舗装とほぼ同様で、バス停や交差点流入部・トンネルの舗装補修などにおいて利用される。

### その他の舗装
タイル舗装
歩道、マンションの通路、階段などに用いる。タイルそのものに厚みがないため、そのほとんどが車道には適しない。
張石舗装
天然石を加工し、平板状にしたものを路面に並べる。歩車道を問わないが、走行性があまりよくないため現在では車道に用いられるケースは少ない。
土系舗装
天然の土や砂と、それらの粒子を結合する結合剤との混合物により構成される舗装。
木質舗装
木材やウッドチップなどによる舗装。遊歩道などの歩道に用いられる。
珊瑚舗装
珊瑚の破片による舗装。戦時中小笠原諸島で行われた簡易舗装である。珊瑚は上をトラックなどが通ることにより粉砕されて自然に踏み固められてゆくので単にばら撒くだけで施工は完了する。小笠原諸島父島の旧軍道で見られる。
これらの舗装の他、柔軟性ある素材で衝撃に強く、セラミックスを混ぜて滑りづらくしたソーラーパネルを用いて道路上で太陽光発電を行う特殊な舗装が開発中である。この舗装によって街灯や信号機、電気自動車への電力供給が可能となると期待される。

## 各国の実情
現代の舗装道路は、モータリゼーションに対応したものである。かつて道路は歩行者あるいは軽車両が通行するだけの機能があれば十分とされており、故に路面の耐久性はさほど重視されてはいなかった。しかし、世界的なモータリゼーションの拡大に伴い、凹凸の激しい未舗装道路は、自動車通行に向かないこともあって、道路の機能として車両の走行性をより重要視する傾向に向かっていることから、道路における未舗装道路の割合は世界的に減少傾向となっている。
このため開発途上国でも、都市間や国を結ぶ幹線道路や、都市内部の道路を中心に舗装されている場合が多い。ただし、舗装した道路は維持するための多額の費用が必要であり、後発開発途上国においては財源を捻出できず修繕が十分でない場合も多い。修繕が行われないため路面状態が悪くなり凹凸が激しいことから通行中のパンクなどは後を絶たない。
一方では、近年になってアメリカ合衆国の複数の州では経済状態の悪化による税収不足から、損傷した舗装道路を再舗装せず砂利道に戻すことが行なわれており、ミシガン州では州内20以上の郡において過去3年で約50マイルが未舗装道路へと戻っている。これは1マイルあたりの再舗装には10万ドル以上を要するのに対して、砂利道に戻すのには約1万ドルしかかからないためだという。

### 日本
日本では、耐久年数20年前後を目安とした本舗装と、表層の厚さが3–4 cmの簡易舗装の二つに区分されており、本舗装は主に国道や都市部の幹線道路に、また簡易舗装は末端の生活道路で建設されている。
日本における道路の舗装率は国道、都道府県道で簡易舗装を含めると約97 %であるが、すべての道路の割合として見た場合の舗装率は約80%となっている。また都道府県道や市町村道においては簡易舗装の割合が多い。また道路として快適な走行性が求められないような作業用道路（林道や農道など）においては公道、私道においてもコスト面から未舗装としているところも多い。
日本国内の舗装率には地域差があり、全体的にみて東日本よりも西日本の方が舗装率が高いというデータ結果も出ている。国土交通省が発行する道路統計年報2012年によれば、簡易舗装も含めた舗装率90 %以上の都道府県は、東日本が神奈川県だけであるのに対して、西日本は滋賀県・大阪府・鳥取県・広島県・山口県・香川県・佐賀県・長崎県・熊本県・大分県の10府県におよび、特に佐賀県では96.5 %と日本一の舗装率を誇る。また反対に80 %未満の都道府県は、東日本が北海道・岩手県・秋田県・茨城県など11道県あるのに対して、西日本には該当する府県はない。
日本での法規
国や県、市町村などの公共機関が発注する公共工事の場合は、工事を進める上で使用する材料の基準試験、品質管理や出来形管理の基準がそれぞれ定められており、施工業者はこれに従い工事を進めていく必要がある。